# Aleo

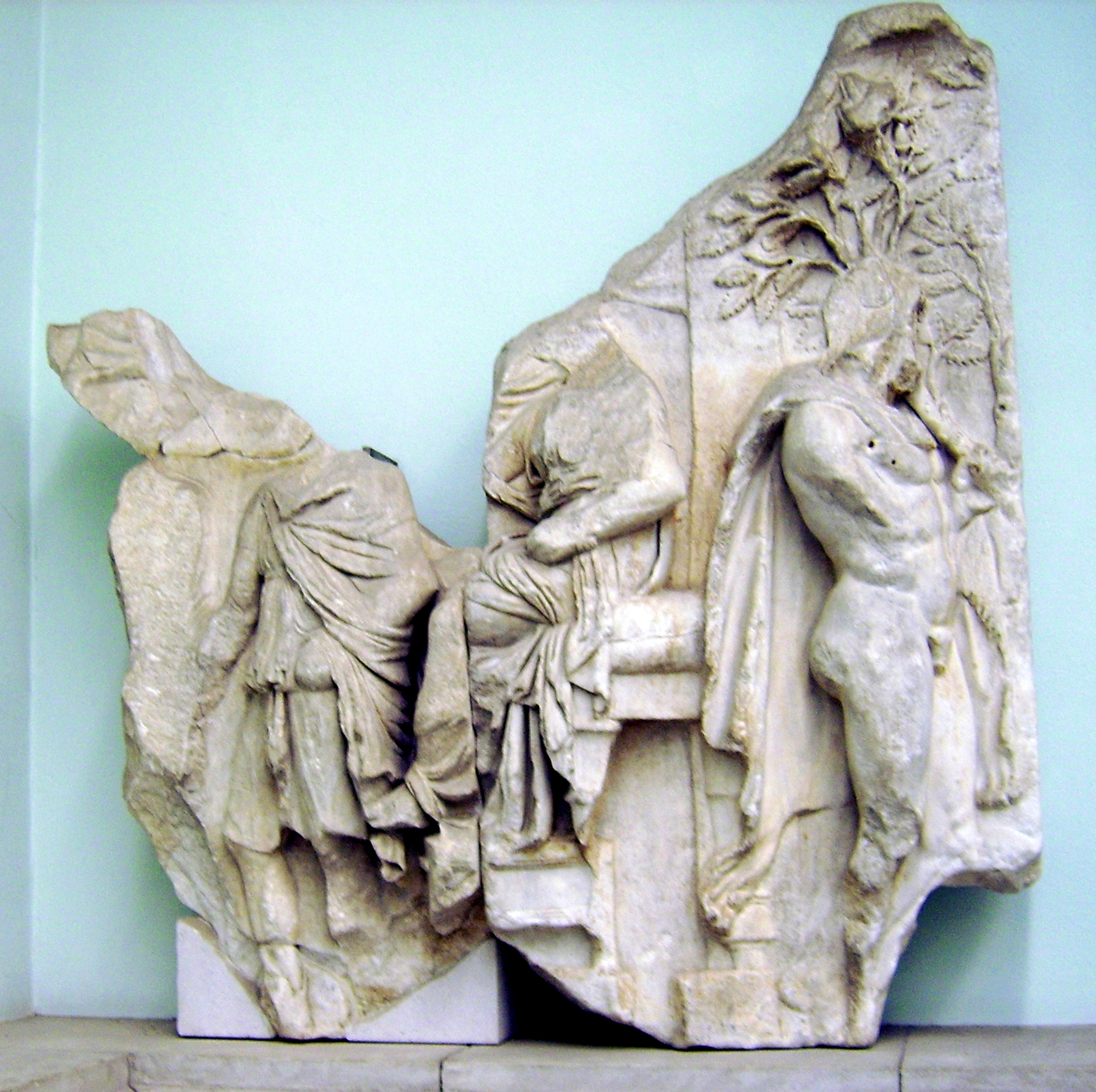
Escultura de Heracles en la corte de Aleo en un altar de Pérgamo

En la mitología griega, Aleo o Áleo (del griego Ἀλεός, esto es, «molinero») fue rey de Arcadia y héroe epónimo de la polis de Alea. Por su abolengo pertenece a la estirpe de los afidántidas, reyes arcadios descendientes del rey Arcas o Árcade, epónimo de la región. Áleo sucedió a su padre Afidante como rey de Tegea en Arcadia, y cuando su primo Épito murió, Aleo se convirtió en rey de toda Arcadia, haciendo de Tegea su capital. Tras la muerte de Áleo su hijo Licurgo obtuvo el reino por derecho de antigüedad. Incluso en una fuente es el padre de Minias.
La genealogía tradicional de Áleo lo hace hijo de Afidante y hermano de Estenebea, la mujer de Preto. Ningún autor cita el nombre de su madre. Apolodoro nos dice que «de Áleo y Neera, hija de Pereo, nacieron una hija, Auge, y dos hijos, Cefeo y Licurgo».Pausanias y algunos otros autores más añaden a la nómina de hijos varones a Anfidamante. Diodoro Sículo es el único autor que menciona a otra hija de Áleo, Alcídice, que casó con Salmoneo y por él fue madre de Tiro. En las listas de los catálogos de tripulantes de los argonautas se suelen incluir a algunos de los hijos y nietos de Áleo. Por ejemplo, Apolonio nos dice que desde Tegea llegaron los hermanos Anfidamante y Cefeo para enrolarse a la expedición. Higino añade el detalle de que la madre de ambos era una tal Cleóbule, de la que nada más se sabe. Se dice que Anceo también participó en la nómina de los argonautas sustituyendo a su padre (o abuelo) Licurgo, pues este no pudo unirse porque cuidaba de Áleo, que ya envejecía; el mismo Áleo le había ocultado un gran hacha de doble filo en lo más recóndito de una cabaña, por si de algún modo aún impedían marchar a Anceo.
De Aleo proviene también el epíteto Atenea Alea, a cuyo templo en Tegea se atribuye su fundación. La leyenda mitológica de este templo dice que su hija Auge fue violada por Heracles, que así engendró en ella a Télefo. Los mitógrafos suelen dar variantes de este episodio, con el mismo desenlace. Apolodoro nos dice que Auge, seducida por Heracles, ocultó a la criatura en el recinto sagrado de Atenea, de quien era sacerdotisa. Como la tierra se volviera estéril y un oráculo revelase que había algo impío en el recinto de Atenea, Auge fue descubierta por su padre y entregada a Nauplio para que le diera muerte.Pausanias refiere que Áleo descubrió que Auge dormía con Heracles cuando venía a Tegea. Encolerizado metió a su hija y su nieto en un arca y los arrojó al mar para deshacerse de ellos. Diodoro cuenta que cuando Áleo vio el bulto del vientre de su hija descubrió la fechoría y preguntó quién la había forzado. Cuando Auge le reveló que quien la había violado era Heracles, no dio crédito a lo que le decía su hija y la entregó a su amigo Nauplio con la orden de que la arrojara al mar.
| Predecesor: Afidas | Reyes de Tegea | Sucesor: Cefeo |

| Predecesor: Épito | Reyes de Arcadia | Sucesor: Licurgo |